# Lyons, Ohio
Lyons là một làng thuộc quận Fulton, tiểu bang Ohio, Hoa Kỳ. Năm 2010, dân số của làng này là 562 người.

## Dân số
- Dân số năm 2000: 559 người.
- Dân số năm 2010: 562 người.